# Pitkäjärvi (sjö i Finland, Lappland, lat 67,16, long 27,54)
Pitkäjärvi är en sjö i Finland. Den ligger i kommunen Pelkosenniemi i landskapet Lappland, i den norra delen av landet, 800 km norr om huvudstaden Helsingfors. Pitkäjärvi ligger 165 meter över havet. Arean är 19,5 hektar och strandlinjen är 2,98 kilometer lång. Sjön  ingår i Kemi älvs huvudavrinningsområde. 